# سهيل عبد الله
سهيل عبد الله المطوع (بالإنجليزية: Suhail Abdullah)‏ (مواليد 26 أغسطس 1999) هو لاعب كرة قدم إماراتي ، يجيد اللعب كحارس مرمى ، ويلعب حاليًا لنادي دبا الحصن معار من نادي الوصل الإماراتي . 

## مسيرة اللاعب
مثل نادي الوصل و أعير إلى نادي الإمارات في صيف 2021 و صيف 2023 و أعير إلى نادي دبا الحصن في صيف 2024.

## روابط خارجية
سهيل عبد الله على موقع Soccerway.com (الإنجليزية)